# Rainer Hesse
Rainer Hesse (* 28. März 1938 in Königsberg) ist ein deutscher und niederländischer Dichter und Autor wissenschaftlicher Werke und literarischer Übersetzer.
Als technischer Chemiker war er als Abteilungsleiter in verschiedenen Laboratorien tätig.
Hesse betreibt eingehende sprach- und schriftwissenschaftliche Studien zur chinesischen Schriftzeichenreform und hat in diesem Bereich vier wissenschaftliche Arbeiten veröffentlicht. In seinem Hauptwerk, dem Referenzwörterbuch der chinesischen Schriftzeichen, ordnet er alle modernen Schriftzeichen nach der von ihm entwickelten Kolumnenmethode. Er revolutioniert damit das Wiederauffinden der Schriftzeichen, das durch diese Methode im Vergleich zu allen bisherigen Klassifizierungssystemen chinesischer Wörterbücher bequemer, zeitsparender und übersichtlicher wird. Darüber hinaus leistet er mit dem Werk einen allgemeinen Beitrag zur architektonischen Typologie der chinesischen Schrift.
Außerdem übersetzt er Gedichte belgischer Autoren aus dem Flämischen ins Deutsche. Er schreibt selbst, hauptsächlich Tanka, Haiku und in anderen Gedichtformen, und hat bereits neun Gedichtbände publiziert. Außerdem liefert er regelmäßig Beiträge zu Anthologien.
Hesse lebte von 2000 bis 2018 in Amsterdam. Jetzt lebt er in Hamburg.

## Publikationen
- Han Minwen: Versuch zur Entwicklung einer chinesischen Volksschrift. Verlag Harrassowitz, 1981, ISBN 978-3-447-02218-7.
- Wangma fenleifa  – Ausführliche Beschreibung des Netzcodes zur Klassifizierung chinesischer Schriftzeichen. Otto Harrassowitz, Wiesbaden 1985, ISBN 3-447-02561-1.
- Das Kanji-Netzcode-System: Eine universelle Wörterbuchordnung sino-japanischer Schriftzeichen. BoD, 2000, ISBN 978-3-8311-0207-5.
- Umfassend analytisch-synthetisches Referenzwörterbuch moderner chinesischer Schriftzeichen nach der Kolumnen-Methode. BoD, 2011, ISBN 978-3-8391-7514-9.
- Wai zimubiao  – Studie zur Transkription fremdländer Namen (non-Han) mit Hilfe tontragender chinesischer Hybrid-Zeichen, gezeigt am Beispiel für Chemie und Geographie. BoD, Norderstedt 2014, ISBN 978-3-7357-4865-2.
- Kleines Wörterbuch der Psychobiologie  – Kleines Wörterbuch psychobiologischer Begriffe und Definitionen, Mikrokosmos und Makrokosmos als Symbol und Symbolanalyse. . Auflage. CreateSpace Independent Publishing Platform, Leipzig 2017, ISBN 978-1-5463-2735-6.
- Kaze iro  – Wie der Wind weht. Zum Halben Bogen, Göttingen 1992.
- Irakusa  – Brennesseln. Zum Halben Bogen, Göttingen 1993.
- Suigetsu  – Der Mond spiegelt sich im Wasser. Zum Halben Bogen, Göttingen 1994.
- Shirojiro  – Nichts als reines Weiß. Zum Halben Bogen, Göttingen 1995.
- Noroshi  – Leuchtfeuer. Zum Halben Bogen, Göttingen 1996.
- Shima  – Inseln. Zum Halben Bogen, Göttingen 1997.
- Usei  – Regenmelodien. Zum Halben Bogen, Göttingen 1998.
- Genkai  – Grenzen. Zum Halben Bogen, Göttingen 1999.
- Sternenlicht und unberührter Schnee  – Ausgewählte Gedichte. BUCH&media, München 2011, ISBN 978-3-86906-154-2.
- Wo der Sprosser schallt. Literareon im utzverlag, München 2020, ISBN 978-3-8316-2224-5.
- Labora er ama. Literareon im utzverlag, München 2020, ISBN 978-3-8316-2208-5.
- Der Geruch nach Tang. Literareon im utzverlag, München 2020, ISBN 978-3-8316-2229-0.
- Mistral. Literareon im utzverlag, München 2021, ISBN 978-3-8316-2249-8.
- Krähensang. Literareon im utzverlag, München 2021, ISBN 978-3-8316-2275-7.
- Csárdás. Literareon im utzverlag, München 2021, ISBN 978-3-8316-2299-3.
- Chrysanthemen  – Haiku & Tanka. Hrsg.: Ingo Cesaro. Nummerierte und signierte Auflage von 50 Exemplaren. Neue Cranach Presse, Kronach 2020.
- Die Blätter fallen. Literareon im utzverlag, München 2022, ISBN 978-3-8316-2341-9.
- Indigoweiß. Deutsche Literaturgesellschaft Berlin, Zug (CH) 2023, ISBN 978-3-03831-290-1.
- Turbulenzen. M.-G. Schmitz-Verlag, Nordstrand 2024, ISBN 978-3-944854-78-6.
- Tanz auf dem Vulkan. M.-G. Schmitz-Verlag, Nordstrand 2024, ISBN 978-3-944854-80-9.